# MZ Возничего
MZ Возничего (лат. MZ Aurigae), HD 34626 — одиночная переменная звезда в созвездии Возничего на расстоянии приблизительно 3350 световых лет (около 1027 парсеков) от Солнца. Видимая звёздная величина звезды — от +8,3m до +8,14m.

## Характеристики
MZ Возничего — бело-голубая переменная Be-звезда (BE) спектрального класса B2Vnpea или B1,5IVnp. Масса — около 7,3 солнечных, радиус — около 11,21 солнечных, светимость — около 1897 солнечных. Эффективная температура — около 22675 К.